# Martha Hildebrandt
Martha Luz Hildebrandt Pérez-Treviño (Chiclín, 13 de enero de 1925-Lima, 8 de diciembre de 2022)
fue una lingüista y política peruana.
Fue congresista de la república entre 1995 y 2011, y presidenta del Congreso de la República en dos períodos (1999-2000 y 2000). Fue la segunda mujer en acceder al cargo, antes ya lo había presidido Martha Chávez (1953-). También fue miembro de la Academia Peruana de la Lengua.

## Biografía
Hija de Jorge Hildebrandt Dávila y Áurea Luz Pérez-Treviño Olivos, y media hermana mayor del periodista peruano César Hildebrandt (1948-).
Inició su educación bajo la guía de sus padres, radicados en la hacienda Paramonga, 200 km al norte de la ciudad de Lima. A los catorce años postuló a la Universidad Nacional Mayor de San Marcos; sin embargo, se le exigió la edad mínima para poder acceder a la universidad. En este tiempo, Hildebrandt se dedicó a la danza clásica y al piano (con Esther Hildebrant).
Ingresó a la entonces Facultad de Letras y Pedagogía de la Universidad Nacional Mayor de San Marcos, Hildebrant hizo simultáneamente las carreras de Letras y de Pedagogía. Optó por el grado de bachiller en Humanidades (1948) y el de doctora en Letras (1949) con tesis sobre temas lingüísticos: Asimilación y disimilación y El español en Piura. Ensayo de dialectología peruana, respectivamente. Con esta última obtuvo el Premio Nacional de Fomento a la Cultura Javier Prado.
Obtuvo la beca latinoamericana, otorgada por la American Association of University Women, para realizar estudios de Lingüística Estructural en la Northwestern University en Evanston (Illinois).
En 1952 estudió Lingüística Descriptiva en la Universidad de Oklahoma.
Se casó con el embajador venezolano Leonardo Altuve Carrillo, con quien tuvo a su hija, Martha Isabel.

## Vida laboral
Como docente, en la Universidad Nacional Mayor de San Marcos, ejerció la cátedra de Fonética General y Española desde 1947.
En 1953 dirigió en Yarinacocha (Ucayali) el primer Curso de Capacitación para Maestros Indígenas de la Selva Peruana.
Fue profesora de literatura y lengua castellana en la GUE (Gran Unidad Escolar) Mercedes Cabello de Carbonera.
Invitada por la Universidad Central de Venezuela, entre 1953 y 1961 se dedicó a la investigación filológica en su Instituto Andrés Bello; entre 1955 y 1961, fue también profesora de Lingüística Descriptiva en dicha universidad. Dirigió, asimismo, la Sección de Lingüística Indígena de la Comisión Indigenista Nacional (perteneciente al Ministerio de Justicia de Venezuela).
De vuelta al Perú y a la Universidad de San Marcos, Hildebrandt retomó entre 1962 y 1973 su cátedra de Fonética y dirigió el Departamento de Lingüística y Filología. Se desempeñó como profesora principal (a dedicación exclusiva), dirigió el Programa Académico de Psicología y Ciencias Sociales (entre 1969 y 1970) e integró su consejo universitario como directora de Coordinación Académica y Evaluación Pedagógica (entre 1970 y 1972).

## En la Unesco y en el INC
Martha Hildebrandt fue directora general del recién creado Instituto Nacional de Cultura del Perú (entre 1972 y 1976). En su gestión, defendió la intangibilidad de Machu Picchu.
Fue miembro del Consejo Interamericano de Cultura de la Organización de los Estados Americanos (OEA) entre 1974 y 1976.
Fue elegida por el Consejo de la UNESCO (Organización de las Naciones Unidas para la Educación, la Ciencia y la Cultura) para el cargo de subdirectora general para las Ciencias Sociales y sus Aplicaciones, con sede en París, el cual ejerció entre 1976 y 1978.

## Lingüista
En 1971, Martha Hildebrandt fue elegida miembro de número de la Academia Peruana de la Lengua y ha sido su secretaria perpetua desde 1993 hasta 2005.
En el área de las lenguas indígenas de América, Hildebrandt publicó Sistema fonémico del macoíta (Caracas, 1958); tres Cartillas bilingües para la alfabetización de indígenas guajiros (Caracas, 1958-1959) y un Diccionario guajiro-español (Caracas, 1963).
En el campo de la filología castellana, Hildebrandt ha publicado: La lengua de Bolívar. (Caracas, 1961), reeditada por el gobierno de Venezuela en 1974, como uno de los actos conmemorativos del sesquicentenario de la batalla de Ayacucho; en 2001 publicó, en Lima, una versión reelaborada de esa obra con el título de Léxico de Bolívar, en el cual muestra el español de América en el siglo XIX.
En 1969 publicó Peruanismos, obra con la que obtuvo por tercera vez el Premio Nacional de Fomento a la Cultura Javier Prado; dicha obra fue reeditada en versión corregida y aumentada en 1994, por la Biblioteca Nacional del Perú.
En el año 2000, publicó El habla culta (o lo que debiera serlo), obra que fue reeditada en el 2003. A fines de 2006, publicó su Agenda culta para el año siguiente. A fines de 2011, publicó Mil palabras y frases peruanas.
Sus posiciones resultan cercanas al prescriptivismo lingüístico. En efecto, varios de los libros lexicográficos de Hildebrandt contienen marcas de censura de vocablos (lo que es un rasgo claramente prescriptivista); sin embargo, ella misma desarrolla en la introducción de su clásico Peruanismos que «el uso es el amo del lenguaje: consagra todo». De este modo, Hildebrandt representa una versión peculiar de lexicografía que considera intrínseco a su labor un afán prescriptivista, toma la etimología como criterio metódico de corrección idiomática pero reconoce que aquellos errores extendidos deben aceptarse por un principio de primacía del uso:

Portada de «1000 palabras y frases peruanas», último libro publicado por Hildebrandt

Lo que a mí movía [hacia la lexicografía] era una cosa que ha caído mal a mucha gente[:] que yo oía hablar a gente de clase media, profesional inclusive, con graves errores de fonética, de sintaxis, de morfología --¡profesionales!, digamos, abogados, médicos-- que, digamos, su castellano no estaba a la altura de su profesión y, sin embargo, había otros que, hablando tan mal como ellos, [...] se dedicaban a la jerga, a la replana [...] 
 El uso es el amo de la lengua [...] 
 La relación entre el criterio de corrección idiomática y el cambio lingüístico] es una relación que la Academia Española recoge muy bien. Porque [la lengua] no cambia hasta que [...] los errores se hacen generales. Por ejemplo, si de los nosecuántos millones de hablantes de castellano, todos menos unos 10 000 pusieran hombre sin hache, entonces, bueno, habría que poner hombre sin hache. Así de democrática es la Academia de la Lengua. O sea que, en la Academia como términos normales y aceptados hay un montón de disparates desde el punto de vista etimológico que se fueron haciendo generales y se impusieron y al imponerse tienen su lugar en el diccionario.
Martha Hildebrandt, octubre de 2012.

### Libros
- El español en Piura (1949).
- La lengua de Bolívar (1961)
- Peruanismos (1969)
- Léxico de Bolívar (2001)
- El habla culta (o lo que debería serlo) (2000)
- Agenda culta 2007 (2006)
- 1000 palabras y frases peruanas (2011)

## Vida política

### Congresista (1995-2000)
En las elecciones generales de 1995, fue elegida Congresista por Cambio 90-Nueva Mayoría para el período 1995-2000, iniciándose su primer período en el Legislativo.
Como congresista en el período 1995-2000 fue Segunda Vicepresidenta del Congreso en la legislatura (1996-1997) y Presidenta de la Comisión de Educación y Cultura (1998-1999).
Fue miembro de la delegación de congresistas que viajaron a la IV Conferencia Mundial sobre la Mujer realizada en Beijing en septiembre de 1995. Años después, promovió la denominada Ley de Cuotas, la cual buscó fomentar la participación de la mujer en la actividad pública.
Cuando las elecciones generales del 2000 se avecinaban y Alberto Fujimori deseó postular a la reelección, ella defendió junto con Martha Chávez, Luz Salgado y Carmen Lozada el controvertido proyecto.

### Presidenta del Congreso (1999-2000)
El 26 de julio de 1999, fue elegida Presidenta del Congreso para el período 1999-2000 con 69 votos a favor y 18 en contra. En su discurso, anunció que haría esfuerzos para representar los múltiples intereses de la ciudadanía; de la misma manera, dijo que aspiraba a que el congreso sea reconocido por sus contribuciones a la modernización y pacificación del país.

Esta legislatura coincide con el calendario de las elecciones generales y será, sin duda, muy sensible a la pasión propia de toda contienda electoral. Espero contribuir a que esa pasión no se desborde, ni tome todas nuestras energías. Trataré de que ellas se dirijan, sobre todo, a realizar las tareas fundamentales de la actividad parlamentaria, como es nuestro deber.
El reto de la democracia representativa, el reto de este Parlamento, está en lograr responder a los múltiples intereses de los ciudadanos y a las demandas particulares y corporativas de esa entelequia a la que, de tanto invocarla, parecería que la hubiésemos vaciado de su sentido original: el pueblo.
Martha Hildebrandt, 27 de julio de 1999

### Congresista (2000-2001)
En las elecciones generales del 2000, postuló nuevamente al Congreso de la República por la Alianza Electoral Perú 2000 y fue elegida con 57,344 votos preferenciales para el período 2000-2005.

### Presidenta del Congreso (2000)
El 25 de julio de 2000, fue reelegida presidenta del Congreso para la legislatura 2000-2001 con 70 votos a favor. En esa ocasión, y por primera vez en la historia del Perú, la Mesa Directiva del Congreso estuvo conformada solo por mujeres:
Martha Hildebrandt (presidenta),
Luz Salgado (primera vicepresidenta),
Marianella Monsalve (segunda vicepresidenta) y María Jesús Espinoza Matos (tercera vicepresidenta).

### Destitución
En noviembre de 2000, Hildebrandt fue acusada de manejar el Congreso de manera autoritaria, luego de que se negara a discutir la conformación de una comisión investigadora sobre la fortuna del exasesor presidencial Vladimiro Montesinos, en medio de distintos pedidos de congresistas para declarar la vacancia de la Presidencia de la República, ejercida en ese momento por Alberto Fujimori, por incapacidad moral.
El 7 de noviembre, la oposición del congreso presentó una moción de censura contra Hildebrandt, la cual fue aprobada el 13 de noviembre con 64 votos a favor y 51 en contra. De ese modo fue destituida de su cargo.
Fue reemplazada por la Primera Vicepresidenta Luz Salgado y luego, tras 2 reñidas elecciones entre oficialistas y opositores, el Congreso elige el 16 de noviembre a Valentín Paniagua de Acción Popular como el nuevo Presidente del Congreso. Posteriormente, el 19 de noviembre, Fujimori presentó desde Japón su renuncia a la presidencia. Sin embargo Paniagua junto al Congreso no aceptó la renuncia y decidieron destituirlo por incapacidad moral. Paniagua, de esta forma, asumió como presidente interino.
Tras la caída del régimen fujimorista, la labor parlamentaria de Hildebrandt fue reducida hasta 2001.

### Congresista (2001-2006)
En las elecciones generales de 2001, postuló al Congreso de la República por Cambio 90-Nueva Mayoría; sin embargo, Hildebrandt no resultó elegida.
En agosto de 2001, las entonces congresistas del partido, Carmen Lozada y Luz Salgado fueron desaforadas del Congreso e inhabilitadas para ejercer función pública. Ante ello, Hildebrandt asumió como Congresista de la República debido a que era accesitaria para el período parlamentario 2001-2006.
En este período, promovió la denominada Ley del Libro, la cual fue aprobada y tiene el objetivo de democratizar el acceso a las obras literarias y fomentar la lectura en el país.
Formó parte de la Comisión de Educación.

### Congresista (2006-2011)
En las elecciones generales de 2006, fue nuevamente reelegida Congresista por Alianza por el Futuro, con 56.121 votos, para el período parlamentario 2006-2011.
Durante la campaña fue agredida verbalmente por Daniel Abugattás, quien por ese entonces era Vocero de Ollanta Humala. La llamó como una «anciana que debería cuidar a sus nietos».
En agosto de 2006, criticó a las congresistas cusqueñas Hilaria Supa y María Sumire por hacer el juramento usando el segundo idioma oficial del Perú, el quechua, el 25 de julio de 2006. Pidió a la Mesa Directiva del Congreso que solamente el español se utilice en todas las sesiones del Pleno Parlamentario. Luego de este hecho, y debido a una sugerencia de ella misma, el Congreso decidió que en todas las sesiones plenarias haya que contar con una traducción del quechua y cada parlamentario tenga el derecho a expresarse en su lengua materna. En un debate posterior, el 6 de septiembre de 2007, sobre una posible Ley de lenguas propuesta por María Sumire (aprobada posteriormente en 2011 como Ley N.º 29735), Hildebrandt expuso su posición:

[Y]o no tengo nada contra las lenguas indígenas del Perú. Yo no soy quechuahablante pero soy lingüista, y aquí se respetan las especialidades. [...] Pero decir que los hablantes de una lengua tengan la representación profesional de ella es como decir que los enfermos saben más de medicina que los médicos. Es muy distinto el saber oficial sobre un asunto.
Los lingüistas y los profesores de lingüística de todo el mundo, que por principio defendemos las lenguas aborígenes, hacemos diferencias en cuanto a la importancia social del quechua y la de otras lenguas indígenas, como —por ejemplo— el piro. Aquí se ha descubierto, y es un récord, una lengua tonal, de cinco tonos, que no hay en otra parte del mundo, y eso es interesantísimo para los lingüistas que nos ocupamos de las lenguas indígenas; pero no es interesantísimo desde el punto de vista social y político de la legislación peruana. [...]

[Y]o soy lingüista y por eso respeto todas las lenguas. Pero, desde el punto de vista social, vale más la lengua que tiene muchos millones de hablantes que la lengua que se está extinguiendo.
Miren los modales de estas niñas quechuahablantes, que no dejan hablar... [...] ¡Qué pena! Si hay algún otro lingüista, con él podría discutir este importante tema.
Martha Hildebrandt, 6 de septiembre de 2007.

En el período parlamentario 2006-2011, fue miembro de las comisiones de Ética (entre 2006 y 2011), Educación, Ciencia, Tecnología, Cultura y Patrimonio (entre 2006 y 2011), Exteriores (entre 2010 y 2011), vicepresidenta de la Comisión de Ética (entre 2007 y 2008) y presidenta de la Comisión de Ética del Congreso (entre 2009 y 2011). De la misma manera, formó parte de la comisión especial del Bicentenario de la Independencia (entre 2010 y 2011) y fue vicepresidenta de la comisión por el centenario de José María Arguedas (entre 2010 y 2011).

### Otras actividades en el Congreso
Martha Hidebrandt impulsó la creación de una guardería para que los congresista dejen a sus hijos en ese lugar y no tengan que ausentarse. Hildebrandt dejaba en la guardería a sus nietos.
Es también conocida porque desde 1995 está en la Junta Preparatoria del Congreso. En esta junta se reúnen al más votado de la lista más votada, el de menor de edad y el de mayor edad y Hildebrandt siempre ha sido la de mayor edad. Para la Junta del 2006, la acompañaron el más votado de la lista más votada (Carlos Torres Caro de UPP) y la de menor edad (Luciana León del APRA).

## Premios y reconocimientos
- Premio Nacional para la mejor tesis universitaria. (1949)[15]
- Orden de las Palmas Magisteriales en el grado de Amauta. (junio de 1999)
- Condecoración de la Medalla de Honor del Congreso de la República del Perú en el grado de Gran Cruz.
- Condecoración Orden al Mérito Cultural de Polonia.
- Condecoración Orden Cultural Andrés Bello de Venezuela.
- Premio Nacional de Fomento a la Cultura por su libro Peruanismos. (1969)
- Medalla de Honor de la Universidad Nacional Mayor de San Marcos en el grado de Gran Cruz. (2013)